# Дневник полицейского
«Дневник полицейского» яп. 警察日記, кэйсацу никки; англ. The Policeman's Diary, Part 1) — японский чёрно-белый фильм-драма с элементами комедии, поставленный в 1955 году режиссёром Сэйдзи Хисамацу по  произведению Эйноскэ Ито (изданному в 1952 году). Жизнь провинциального городка, показанная на экране, кажется незатронутой внешним миром и кинолента чем-то близка своим повествованием к известным фильмам «Господин Спасибо» (1936, реж. Хироси Симидзу) и «Хидэко, кондукторша автобуса» (1941, реж. Микио Нарусэ). К концу того же 1955 года на экраны выйдет вторая часть «Дневник полицейского. Продолжение». Фильм номинировался на премию журнала «Кинэма Дзюмпо», однако по результатам голосования занял лишь шестое место.

## Сюжет
Действие киноленты происходит в начале 1950-х годов в небольшом городке у подножия вулкана Айдзу-Бандай в западной части префектуры Фукусима. Но за этим идиллическим пейзажем проявляются суровость, бедность и бюрократия. В киноленте показана жизнь и работа сотрудников полицейского участка. Их глазами мы видим несколько историй бедствующих жителей городка и прилегающих к нему селений: вор, который крадёт только из храмов, потому что религиозные предметы имеют определённую научную ценность для него; профсоюзный чиновник из соседнего города, который пытается забрать арестованную преступницу из полицейского участка; бедный извозчик, который берётся перевезти приданое девушки, в которую он был влюблён, но родители заставили её выйти замуж за богатого человека;  дети, оставленные матерью в туалете поезда, направлявшегося в Токио; 19-летняя девушка, проданная матерью в большой город для сомнительной работы; отчаявшаяся мать с двумя детьми, муж которой пропал двадцать дней тому назад и ей приходится воровать, ибо нет средств на пропитание… Невероятно тёплые, и добрые японские полицейские убеждают, что проблеск надежды всегда можно найти.

## В ролях
- Хисая Морисигэ — Ёсии, полицейский
- Рэнтаро Микуни — Ханакава, полицейский
- Масао Мисима — Исивари, начальник полицейского участка
- Хисао Тоакэ — Аканума, старый полицейский
- Масао Ода — Канэко, старый полицейский
- Тайдзи Тонояма — Курамоцу, полицейский
- Дзё Сисидо — Ябута, молодой полицейский
- Юноскэ Ито — Ивата
- Мики Одагири — Момоё
- Эйдзиро Тоно — Мурата, сумасшедший старик
- Канэко Ивасаки — Аяко Футада
- Тёко Иида — мать Тацу
- Харуко Сугимура — Моё Сугита
- Бокудзэн Хидари — Инооко Куматаро
- Дзюн Татара — Курэбаяси, инспектор по труду из Аити
- Мики Норихэй — мэр
- Садако Савамура — хозяйка ресторана
- Тэруми Ники — Юкико, брошенная матерью девочка
- Ёсико Цубоути — мать Сидзу
- Ёсио Инаба — Маруо, министр торговли
- Содзиро Амано — Дзюсиро Такая

## Премьеры
- — национальная премьера фильма состоялась 3 февраля 1955 года в Токио[1].

## Награды и номинации
Кинопремия «Майнити» (1956)
- Премия лучшему актёру 1955 года — Хисая Морисигэ (за четыре роли, в фильмах: «Дневник полицейского», «Дом множества удовольствий» (режиссёр обоих кинолент — Сэйдзи Хисамацу), «Брачные отношения» (реж. Сиро Тоёда) и «Жизнь кувырком» (реж. Масахиро Макино).

Кинопремия «Кинэма Дзюмпо» (1956)
- номинация на премию за лучший фильм 1955 года, однако по результатам голосования занял лишь 6 место.

## Сиквел
- «Дневник полицейского. Продолжение» (яп. 続警察日記, дзоку кэйсацу никки; англ. The Policeman's Diary,Part 2), снятый тем же режиссёром Сэйдзи Хисамацу и вышедший на экран 16 ноября того же года[4].